# 레아 에이리스

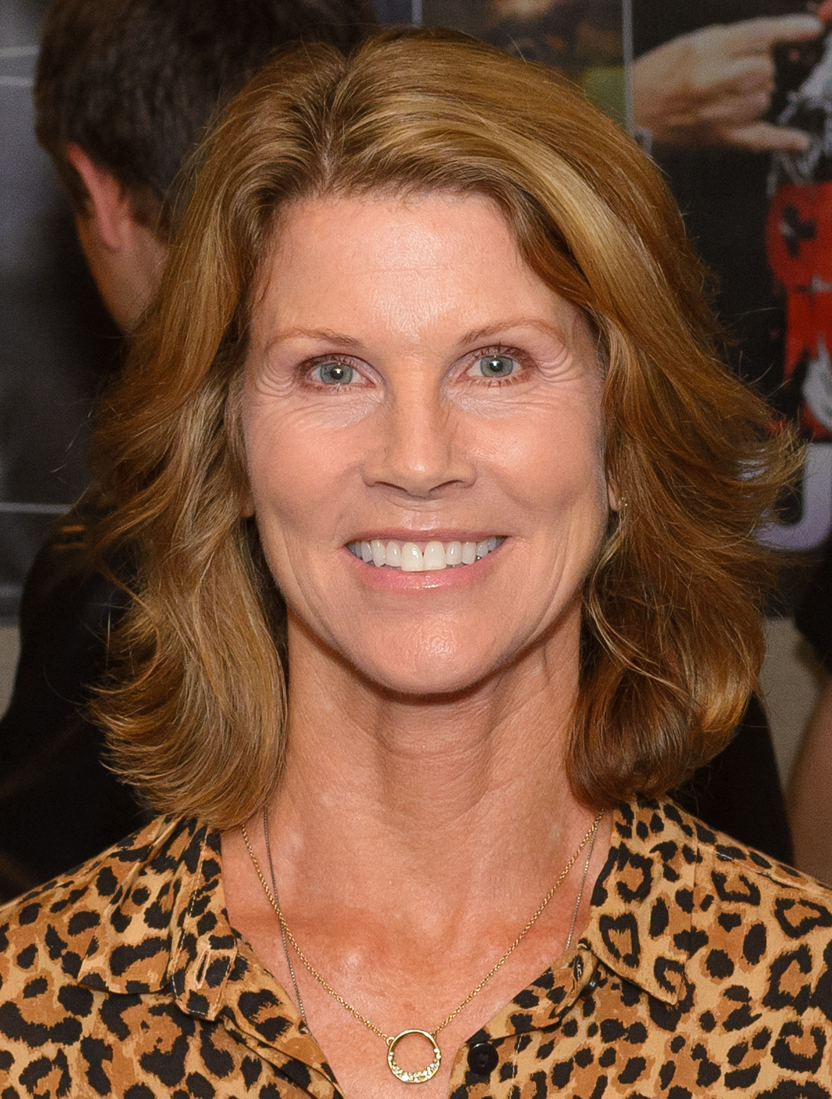

리아 에어스(Leah Ayres, 1957년 5월 28일 ~ )는 미국의 배우이다.
볼티모어에서 태어났다.

## 출연 작품
- 시티 레인져 (1993년)
- 플레이어 (1992년)
- 시경 강력반 (1988, Police Story: The Watch Commander)
- 죽음의 승부 (1988년)
- 최후의 전화벨 (1987년)
- 할리우드 스캔달 (1987년)
- 에디 마콘 (1983년)
- 버닝 (1981년)

### 텔레비전
- 사랑의 유람선 (1984)